# José Maria dos Reis Perdigão
José Maria dos Reis Perdigão (São Luís, 19 de abril de 1900 — Rio de Janeiro, 23 de julho de 1986) foi um político e escritor brasileiro.
Reis Perdigão foi membro da Academia Maranhense de Letras, ocupou a cadeira 6.
Foi governador do Maranhão, de 27 de novembro de 1930 a 9 de janeiro de 1931.

## Obras
- Da Fornalha de Nabucodonosor (1926)[1]